# Державна рада Республіки Крим

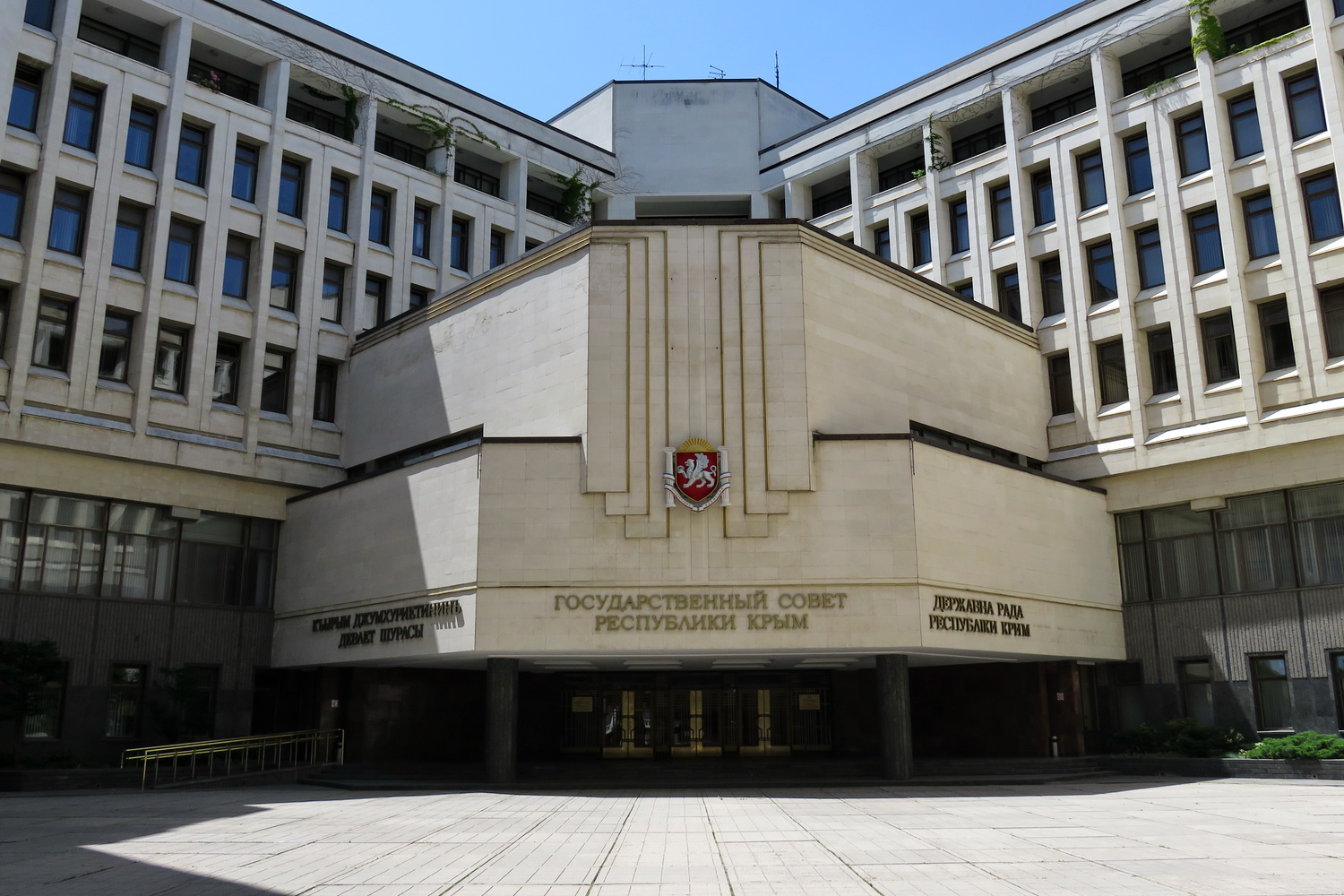
Будівля Верховної Ради АРК, де нині розташовується російська окупаційна установа, — «Державна рада Республіки Крим»

Державна Рада Республіки Крим (рос. Государственный Совет Республики Крым, крим. Къырым Джумхуриетининъ Девлет Шурасы / Qırım Cumhuriyetiniñ Devlet Şurası) — нелегетимний окупційний орган влади, «парламент» Республіки Крим, невизнаного міжнародною спільнотою суб'єкта Російської Федерації, утвореного внаслідок незаконної анексії Криму 2014 року.
Згідно з окупаційною «Конституцією Республіки Крим» від 11 квітня 2014 року рада обирається строком на 5 років, складається з 75 депутатів, є найвищим та єдиним представницьким та законодавчим органом влади Республіки Крим в складі окупаційної влади РФ.
Незаконні вибори в Держраду проходили у 2014 і 2019 роках. Друге скликання було обране 8 вересня 2019 року, більшість голосів здобула партія Єдина Росія.

## Історія
11 березня 2014 року Верховна Рада АР Крим і Севастопольська міська рада неконституційним чином прийняли Декларацію незалежності АРК та Севастополя.
15 березня 2014 року Верховна Рада України достроково припинила повноваження Верховної Ради Автономної Республіки Крим.
Але Верховна Рада АРК, що спровокувала Кримську кризу, 16 березня 2014 року організувала невизнаний референдум щодо приєднання Криму до Росії. 17 березня 2014 року розпущена Верховна Рада АРК провела позачергове пленарне засідання, на якому ухвалила постанову «Про представницький орган Республіки Крим», оголосивши себе парламентом незалежної Республіки Крим під назвою «Державна рада Республіки Крим».
18 березня у Георгіївській залі Московського Кремля президент РФ Путін спільно з самопроголошеними Головою Ради Міністрів АРК Сергієм Аксьоновим, спікером Верховної Ради АРК Володимиром Костантиновим, та самопроголошеним «головою координаційної ради зі створення управління з забезпечення життєдіяльності Севастополя» Олексієм Чалим підписали «Договір про прийняття Криму до складу Росії». 21 березня Рада Федерації РФ прийняла закон про ратифікацію Договору від 18 березня та закон про утворення нових суб'єктів федерації — Республіки Крим та міста федерального значення Севастополь, закріпивши анексію цих регіонів Росією.
Розпущену Верховну Раду Автономної Республіки Крим в складі депутатів ВР АР Крим 6-го скликання (100 чол.) на чолі з Володимиром Константиновим, обраних 31 жовтня 2010 р. у рамках українського законодавства, було оголошено найвищим та єдиним представницьким та законодавчим органом влади новоутвореної Республіки Крим під назвою «Державна рада Республіки Крим».
21 березня 2014 року Президія Державної ради Республіки Крим ухвалила рішення надати повноваження члена Ради Федерації Федеральних Зборів Російської Федерації Сергію Цекову. 26 березня 2014 року Державна рада Республіки Крим затвердила дане рішення.
Згідно з ухваленою 11 квітня Конституцією, Державна рада обирає голову Республіки Крим — найвищу посадову особу республіки. Голова Республіки Крим безпосередньо очолює уряд республіки — Раду міністрів Республіки Крим (у порядку суміщення з посадою голови Ради міністрів) або за згодою Державної ради призначає голову Ради міністрів.
Перші вибори депутатів Державної ради Республіки Крим проведені російською владою 14 вересня 2014 року. З 75 місць партія «Єдина Росія» отримала 70 мандатів, ЛДПР — 5 мандатів. 9 жовтня 2014 року новообрана Держрада Криму одностайно обрала Сергія Аксьонова головою Республіки Крим.

## Склад

### Керівники
- Голова Державної ради Республіки Крим — Константинов Володимир Андрійович (з 17 березня 2014 року)
- Перший заступник голови Державної ради Республіки Крим — Бобков Володимир Віталійович (з 14 листопада 2018 року)
- Заступник голови Державної ради Республіки Крим — Гафаров Едіп Саїдович (з 30 липня 2018 року)
- Заступник голови Державної ради Республіки Крим — Фікс Юхим Зісьович (з 5 жовтня 2016 року)
- Заступник голови Державної ради Республіки Крим — Пономаренко Алла Аліковна (з 20 вересня 2019 року).[5]

### Депутатські фракції (обрані 2019 року)
- «Єдина Росія» (керівник — Володимир Бобков)
- «ЛДПР» (керівник — Сергій Дрємов)[6]
- «КПРФ» (керівник — Сергій Богатиренко).

### Депутатські фракції (до виборів 2014)
- «Регіони Криму» — 82 депутати
- «Союз» — 4 депутати
- «Курултай-Рух» — 4 депутати
- «Русское единство» — 3 депутати
- «Комуністична партія України» — 3 депутати
- Позафракційні депутати — 3 депутати